# Ulrich Konrad Müller

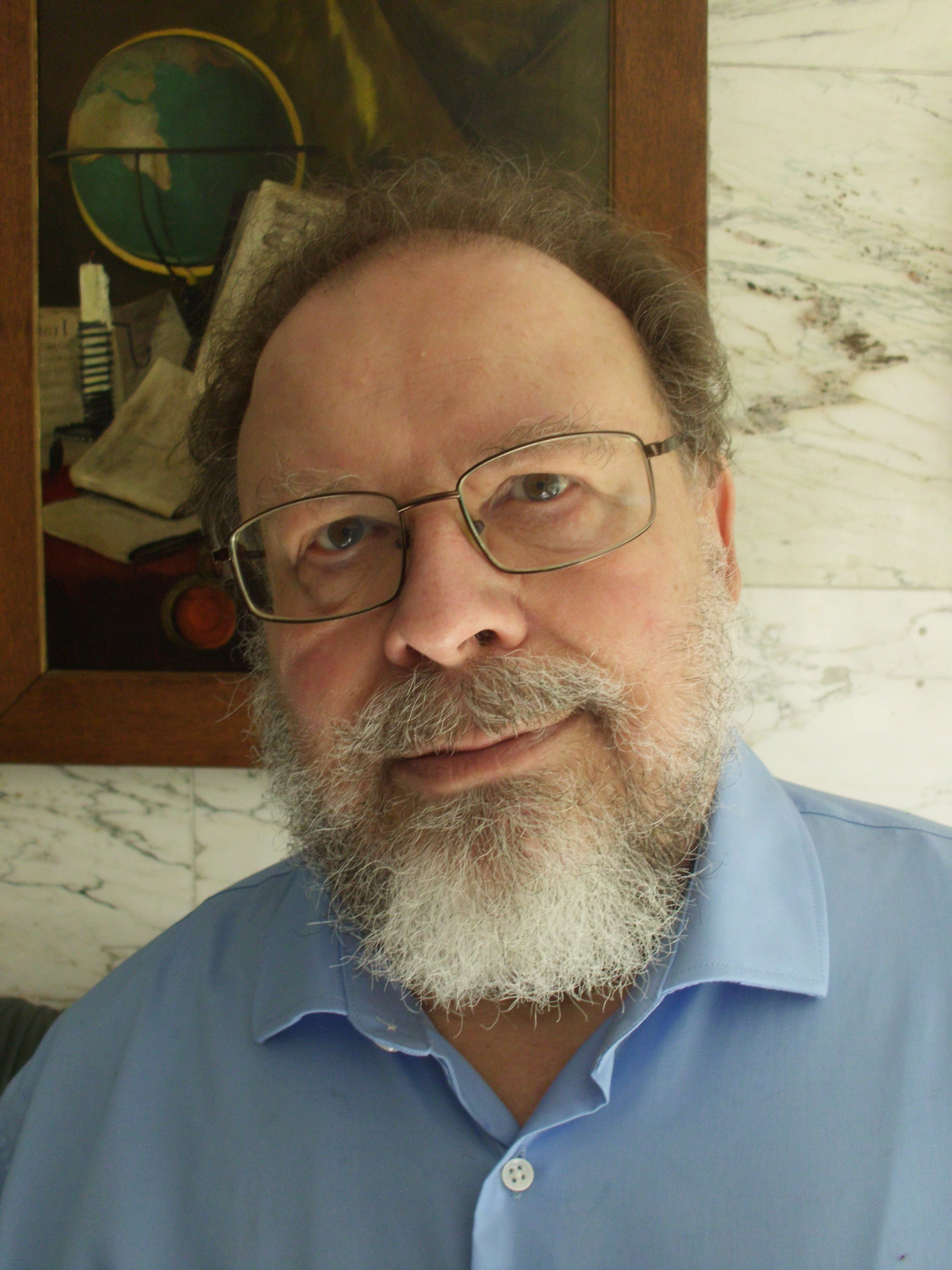
Ulrich Müller (2024)

Ulrich Konrad Müller (* am 28. Oktober 1955 in Berlin) ist ein deutscher Jurist und Historiker.

## Leben
Ulrich Konrad Müller wurde als Sohn der Eheleute Ernst-Konrad und Gerda Müller, geb. Heupel, geboren und besuchte von 1962 bis 1968 die Ludwig-Heck-Grundschule und danach bis zum Abitur 1974 das Eckener-Gymnasium. Von 1975 bis 1980 studierte er Rechtswissenschaft an der Freien Universität Berlin mit Schwerpunkt Rechtsgeschichte besonders bei Dietmar Willoweit. 1980 legte er die 1. juristische Staatsprüfung ab.
Das Referendariat schloss er 1983 mit der 2. juristischen Staatsprüfung ab und war anschließend von 1983 bis 1989 als selbständiger Rechtsanwalt tätig und erhielt die Zulassung bei dem Kammergericht.
Daneben war Müller von 1984 bis 1989 als Akademischer Mitarbeiter am Institut für Deutsche Rechtsgeschichte der FU Berlin bei Friedrich Wilhelm Ebel hauptsächlich mit der Edition Magdeburger Schöffensprüche befasst. 1989 wurde er zum Dr. jur. promoviert (Doktorvater Friedrich Ebel). Daneben war Müller zeitweise Mitglied des Zentralen Wahlvorstandes der FU Berlin und leitete vertretungsweise deren Geschäftsstelle. Von 1989 bis 1994 bearbeitete er als Wissenschaftlicher Mitarbeiter am Geheimen Staatsarchiv Preußischer Kulturbesitz Regesten zu Beständen des Historischen Staatsarchivs Königsberg (Abteilung Livland).
Sein Studium der Geschichtswissenschaften am Friedrich-Meinecke-Institut der FU Berlin schloss er 1998 mit dem Magister Artium (MA) ab und wurde 2000 zum Dr. phil. promoviert (Doktorvater Klaus Zernack).
Vom Staatsarchiv wechselte er 1994 in die Berliner Finanzverwaltung und war in verschiedenen Funktionen als Hauptsachgebietsleiter in verschiedenen Finanzämtern und in der Senatsverwaltung für Finanzen Berlin als Regierungsrat und Oberregierungsrat sowie als Lehrbeauftragter an der Fachhochschule für Verwaltung und Rechtspflege als Dozent für Staats- und Verwaltungsrecht tätig. 2014 wurde er aus Gesundheitsgründen vorzeitig pensioniert.

## Gesellschaftliches und kirchliches Engagement
Müller war Mitglied der FDP (zeitweise als Ortsverbandsvorsitzender, Mitglied des Landesausschusses, Kandidat für das Abgeordnetenhaus), des Verbandes der Berliner Verwaltungsjuristen und der Deutschen Steuergewerkschaft Berlin (stellvertretender Vorsitzender des Schiedsgerichts der DBB-Einzelgewerkschaften).
In der Selbständigen Evangelisch-Lutherischen Kirche (SELK, bis 1972 altlutherische Kirche) war er seit 1988 in der Paulus-Gemeinde (Neukölln) Kirchenvorsteher, nahm an Kirchenbezirkssynoden (anfangs im Kirchenbezirk Berlin-West, später Berlin-Brandenburg) und Mitglied der Kirchensynode in Wiesbaden 1992 teil. Von 2007 bis 2023 war er Obmann der bundesweiten Schlichtungsstelle der SELK.
Seit 2014 ist Müller Mitglied der Historischen Kommission für ost- und westpreußische Landesforschung und seit 2015 Mitglied der Baltischen Historischen Kommission. Er widmet sich verschiedenen Quelleneditionen.
Seit den 1980er Jahren sammelt und verzeichnet Müller deutschsprachige Pergamenturkunden aus dem 14. bis 19. Jahrhundert (rund 1.200) und Handschriften des 16. bis 19. Jahrhunderts (etwa 250). Den Schwerpunkt bilden rechtliche und historische Inhalte. 2022 übergab er einen Großteil seiner Sammlung als langjähriges Depositum an das Historische Archiv des Germanischen Nationalmuseums in Nürnberg, das auf kulturgeschichtlich relevante Überlieferung aus dem gesamten deutschsprachigen Raum spezialisiert ist. Die Sammlung Müller ist dort seit 2024 online recherchierbar.
Seit 1989 ist Müller verheiratet. Das Ehepaar hat zwei erwachsene Kinder.

## Veröffentlichungen (Auszug)
- Das Geleit im Deutschordensland Preussen, Köln, Weimar, Wien 1991 (Veröffentlichungen aus den Archiven Preussischer Kulturbesitz: Beiheft 1), zugl. Berlin, Freie Univ., Diss. jur. 1989. ISBN 3-412-04390-7[4]
- Die Seehandlung. Preußische Staatsbank. Handel – Verkehr – Industrie – Bankwesen., eine Ausstellung des Geheimen Staatsarchivs Preußischer Kulturbesitz und der Stiftung Preußische Seehandlung, Berlin 1993, S. 26 – 33, 39 – 41, 52 – 67, 77 – 92. ISBN 3-923579-03-9
- Herzog Albrecht von Preußen und Livland (1525 – 1534), Regesten aus dem Herzoglichen Briefarchiv und den Ostpreußischen Folianten, Köln 1996 (Veröffentlichungen aus den Archiven Preußischer Kulturbesitz Band 41). ISBN 3-412-13395-7[5]
- Johann Lohmüller und seine livländische Chronik „Warhaftig Histori“, Biographie des Autors, Interpretation und Edition des Werkes, (Schriften der Baltischen Historischen Kommission Band 10), Lüneburg 2001, zugl. Berlin, Freie Univ., Diss. phil. 2000. ISBN 3-932267-22-2[6]
- Erzbischof Wilhelm von Riga und die Reformation in Livland 1535 – 1563, in: Preußen und Livland im Zeichen der Reformation, hg. Im Auftrag der Historischen Kommission für Ost- und Westpreußische Landesforschung und der Baltischen Historischen Kommission, Osnabrück 2014 (Tagungsberichte der Historischen Kommission für Ost- und Westpreußische Landesforschung Band 28), S. 241 – 343. ISBN 978-3-938400-99-9[7]
- Herzog Albrecht in Preußen und Erzbischof Wilhelm von Riga in ihren Bemühungen um die Evangelisierung der Landbevölkerung Livlands, in: Jahrbuch Preußenland (Jahrbuch der Historischen Kommission für ost- und westpreußische Landesforschung und der Copernicus-Vereinigung für Geschichte und Landeskunde Westpreußens. Mitteilungen aus dem Geheimen Staatsarchiv Preußischer Kulturbesitz) 5 (2014), S. 49 – 97. ISBN 978-3-944870-36-6. / Teil II und III: Fortsetzung: Preußenland 6 (2015), S. 43 – 99. ISBN 978-3-944870-48-9[8][9]
- Ulrich Müller und Klaus Wolf: Katholischer Brauch bei frommen Protestanten. Das neuentdeckte „Königsberger Fastnachtsspiel“. Erstedition und Erläuterung der reformationszeitlichen Gattungsambivalanz, in: Ambivalenzen des Geistlichen Spiels. Revisionen von Texten und Methoden, hg. v. Jörn Bockmann und Regina Toepfer (= Historische Semantik, hg. v. Bernhard Jussen, Christian Kiening, Klaus Krüger und Willbald Steinmetz), Band 29, Göttingen 2018, S. 317–333. ISBN 978-3-525-30190-6[10]
- Ulrich Müller und Gunhild Roth: Fünzehn Urkunden für Vianden. Edition und Erläuterungen, in: Hémecht, Jahrgang 71, Luxembourg 2019, Heft 1, S. 21–69. ISSN 0018-0270
- Maria Magdalena Rückert und Ulrich Müller: Die Anfänge der Hollensammlung im Spiegel neuer Urkunden im Stadtarchiv Reutlingen, in: Reutlinger Geschichtsblätter, Jahrgang 2020, Neue Folge 59, Reutlingen 2021, S. 109–123. ISSN 0486-5901[11][12]
- Ulrich Müller und Gunhild Roth: Zwei weitere Urkunden aus Vianden, in: Hémecht, Jahrgang 76, Heft 3, 2024, S. 341–347, ISSN 0018-0270.
- Ulrich Müller und Reinhard Wenzel, "Ein Lehnbrief des Klosters Oliva von 1659 März 8 über das Gut Leegstrieß und sein Überlieferungskontext", in: Preußenland 15 (2024), S. 80 – S. 121. ISSN 0032-7972 (ISBN 978-3-944870-92-2).